# Weston Jones
Weston Jones – przysiółek w Anglii, w Staffordshire, w dystrykcie Stafford, w civil parish Norbury/High Offley. Leży 16 km od miasta Stafford, 24,4 km od miasta Stoke-on-Trent i 212,1 km od Londynu. W 1931 roku liczył 135 mieszkańców.